# 如皋文庙
如皋文庙是旧时如皋县的县学文庙，始建于南唐保大十年（952年），后数次迁建，明嘉靖十九年（1540年）迁老城东南隅。现仅存大成殿，在如皋师范附属小学院内。1983年公布为第三批江苏省文物保护单位。
大成殿坐北朝南，面阔五间，深三间，单檐歇山顶，正面披檐，形成重檐效果。内有楠木圆柱30根。梁枋彩画为清代所绘，属苏式彩画，内容丰富，色彩斑斓。整体风格具有明末清初建筑特色。殿前有回廊、月台，青石雕栏。
殿内尚存有清高宗御笔“至圣集贤”匾以及沙元炳、姜任修“太史”匾等6块。